# Lokum
Il lokum (in arabo راحة الحلقوم, pronunciato [ˈrɑːħa al ħolˈquːm]) o loukoumi (in greco λουκούμι), spesso italianizzato in locummie, è un caratteristico dolce diffuso dalla Penisola balcanica al Medio oriente secondo diverse caratteristiche e modi d’uso.

## Ingredienti e preparazione
Si tratta di un prodotto dolciario fatto di amido e zucchero, di consistenza gelatinosa. Viene aromatizzato con arancia, acqua di rose, limone, pistacchi, mandorle, spezie, cannella o menta. Una variante prevede zucchero a velo o farina di cocco con cui ricoprire il tutto a fini conservativi.

## Origine

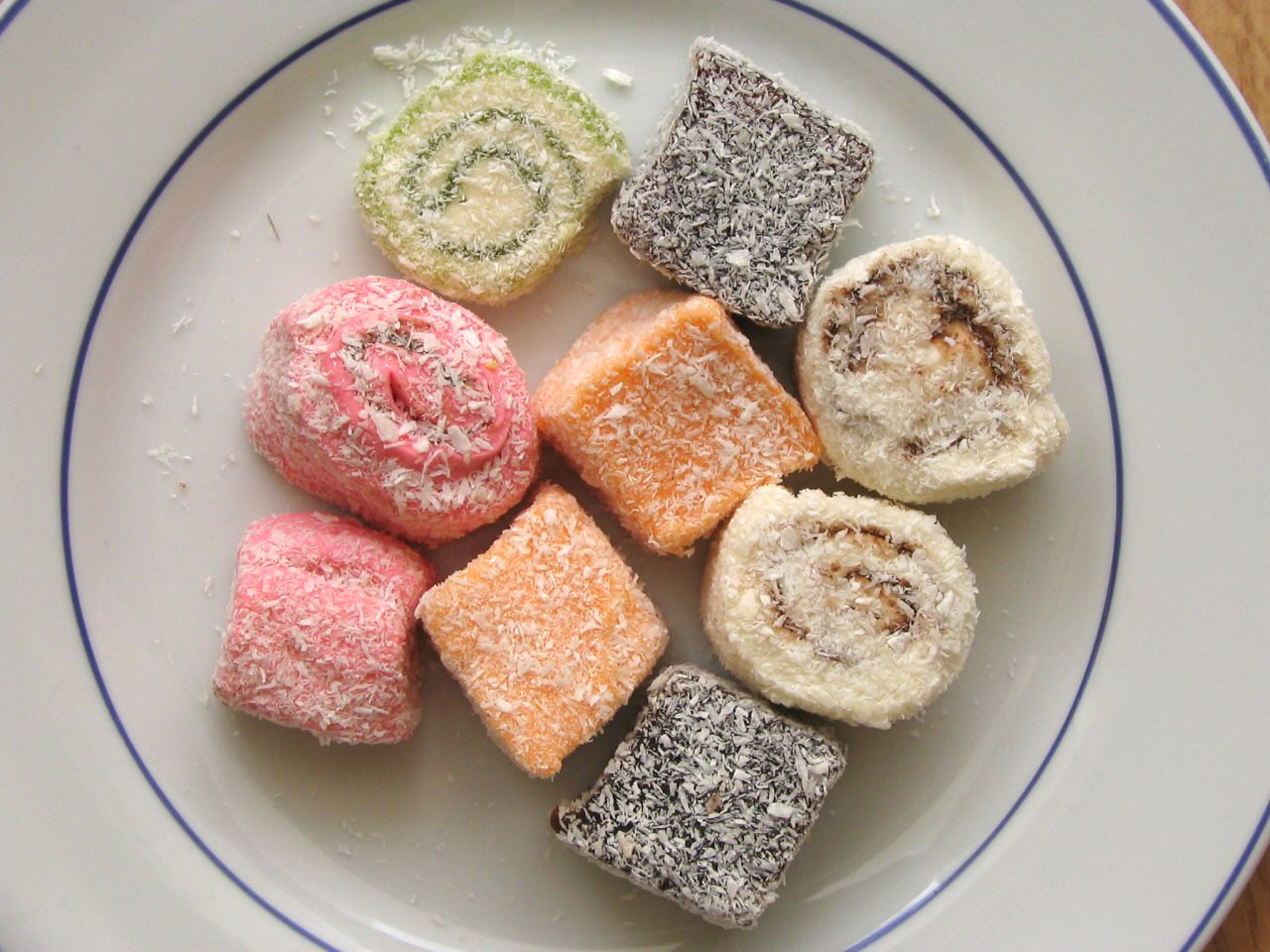
Diverse varianti di delizie turche, in particolare quelle con cocco essiccato

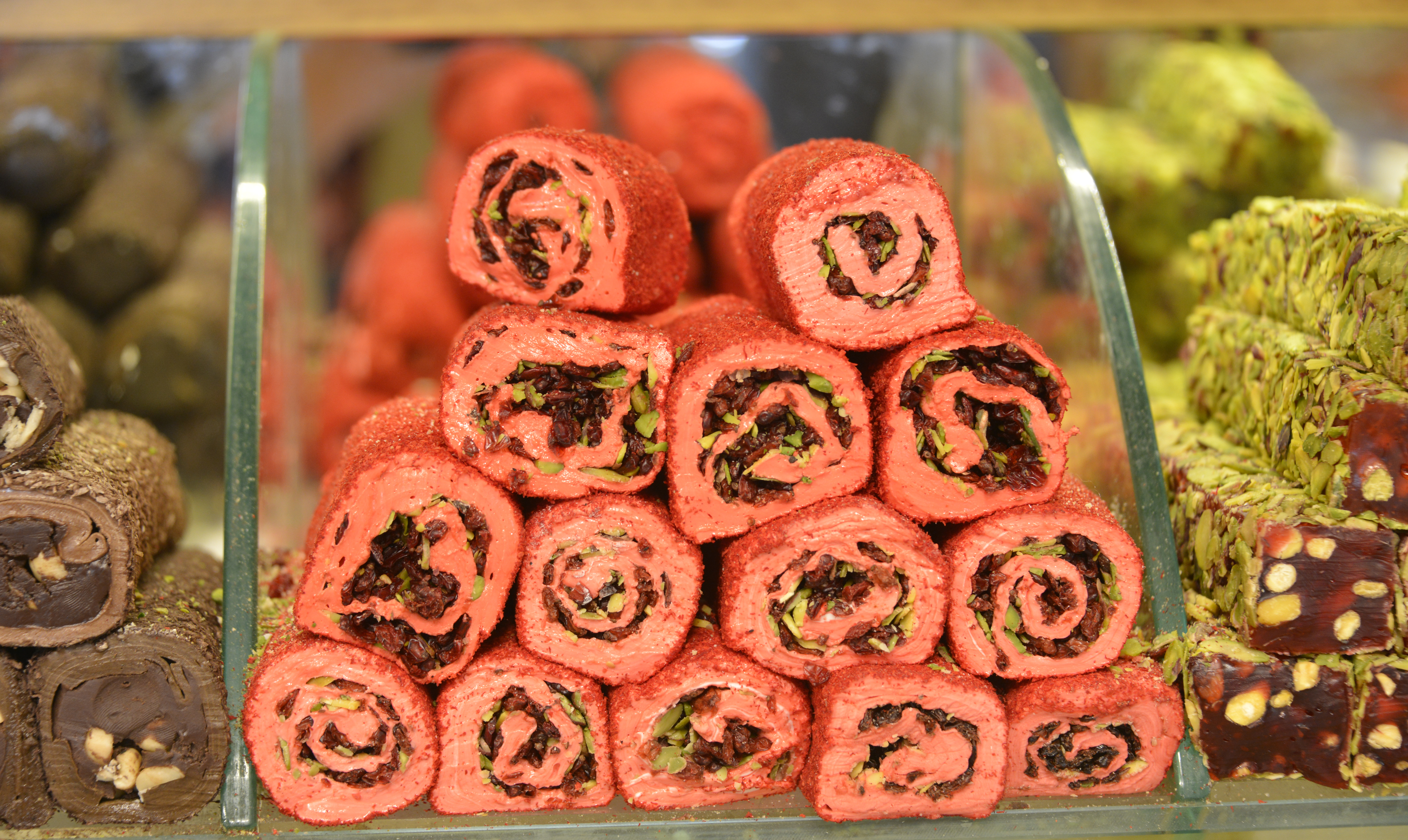
Delizie turche al Bazar Egiziano di Istanbul.

Comunemente rivendicato come dolce di origine turca, ha in realtà una diffusione ampia e diversificata, radicata in antichi cerimoniali e tradizioni in molti paesi del Mediterraneo orientale, che rende controversa l’attribuzione della sua invenzione a un paese o all’altro.
Secondo la studiosa Dina Sikoutri, discendente di una vecchia famiglia di produttori di loukoumi dell'isola di Syros, la maggior parte dei produttori nell’antica Costantinopoli (Istanbul) – da cui la conoscenza del dolce ha avuto maggiore diffusione – provenivano dall’isola greca Chio, nel nord dell’Egeo. Utilizzando ingredienti tipici di quest’isola – mandorle, zucchero di rosa e soprattutto mastica, la resina dell’albero di lentisco prodotta a Chio – crearono il turco rahat loukoum. La prima testimonianza riguardante la produzione greca di loukoumi, nell’isola di Syros, risale al 1832, anno in cui fece il suo arrivo da Costantinopoli. Il dolce è tipicamente utilizzato in Grecia come benvenuto nei monasteri ortodossi di molte zone del paese, cosa che ne proverebbe il radicamento storicizzato e sistematico perfino in una cultura di per sé conservativa, tradizionale ed orgogliosamente autonoma, specie sotto la dominazione turca.
Secondo la compagnia confettiera “Ali Muhiddin Hacı Bekir” di Istanbul, fondata nel 1777, il lokum si produce invece in Turchia sin dal XV secolo. Anticamente veniva prodotto con melassa e miele come dolcificanti, e acqua e aromi come leganti. L’attuale ricetta (che prevede amido e zucchero) invece, fu inventata e commercializzata dalla stessa ditta  nel XIX secolo. È tuttavia una versione che afferisce alla narrativa di un’azienda privata.
Fu introdotto in Europa dagli inglesi con il nome di Turkish Delight (delizia turca) diventando noto e apprezzato in tutto il continente.

## Diffusione
È diffuso in Grecia e Turchia ma anche in Romania, Serbia, Macedonia del Nord, Bosnia, Kosovo, Albania, Bulgaria e Cipro.
In Grecia è il dolce tipico del benvenuto nei monasteri ortodossi: è talvolta usanza predisporne una ciotola in un luogo di passaggio all’ingresso da cui i visitatori possono attingere.
In Romania, dove prende il nome di rahat, viene preparato di solito senza l'aggiunta di frutta secca ed entra poi a sua volta come ingrediente per la preparazione di altri dolci, ad esempio il Salam de biscuiți o il cozonac.
In Bulgaria il lokum viene preparato con pistacchi o carrube. Però la grande specialità è quello alla rosa bulgara.
Negli Stati Uniti, l'azienda Liberty Orchards commercializza una versione americana dei Lokum chiamata Aplets & Cotlets.
I lokum compaiono anche nel film del 2005 Le cronache di Narnia: il leone, la strega e l'armadio. A seguito della pubblicazione del film le vendite di lokum sono aumentate.